# Coprinellus
Genre
Coprinellus P. Karst. est un genre de champignons basidiomycètes de la famille des Psathyrellaceae, regroupant,  sans exception connue pour l’instant, les coprins à sétules ou à voile farineux ou granuleux, des subsections Domestici, Micacei, Nivei, et Setulosi. Il accueille de nombreuses espèces autrefois classées dans l'ancien genre cosmopolite Coprinus, comme le Coprin micacé, Coprinellus micaceus, par exemple. 
L'espèce-type du genre est Coprinellus deliquescens.

## Liste des espèces

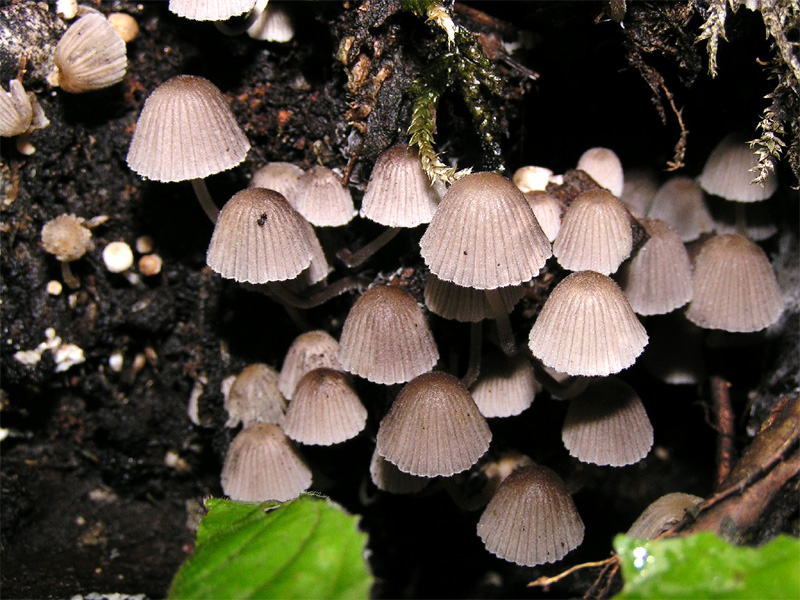
Coprinellus disseminatus

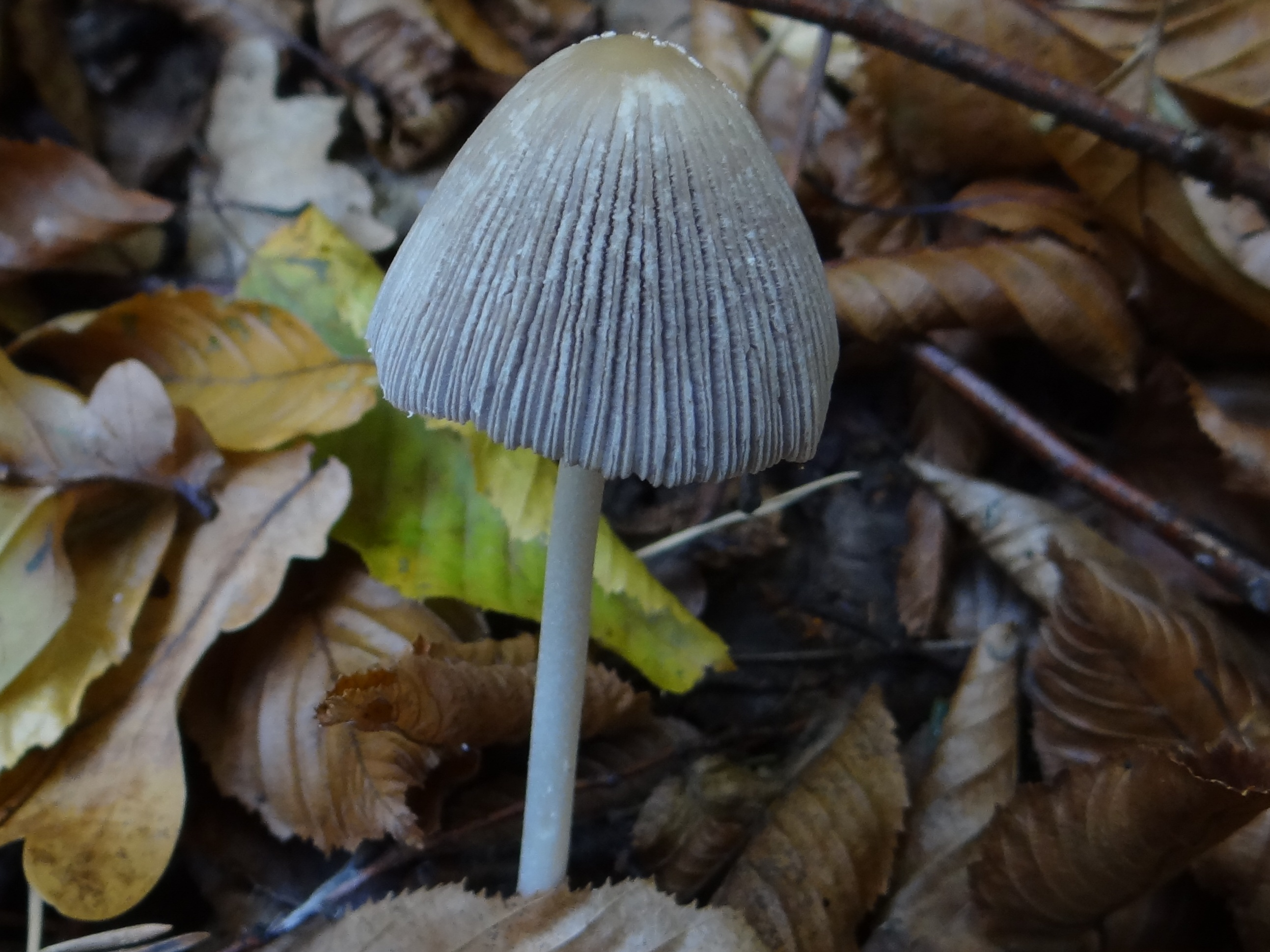
Coprinellus impatiens

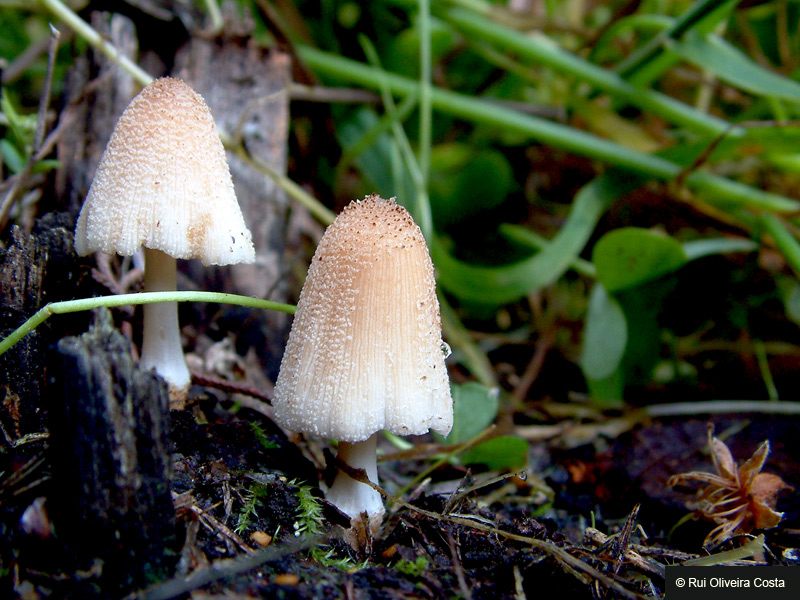
Coprinellus truncorum

D'après la 10e édition de Dictionary of the Fungi (2007), ce genre contient les espèces suivantes :
- Coprinellus amphithallus
- Coprinellus angulatus
- Coprinellus aureogranulatus
- Coprinellus bipellis
- Coprinellus bisporiger
- Coprinellus bisporus
- Coprinellus callinus
- Coprinellus congregatus
- Coprinellus curtus
- Coprinellus deliquescens
- Coprinellus dilectus
- Coprinellus disseminatus
- Coprinellus domesticus
- Coprinellus ellisii
- Coprinellus ephemerus
- Coprinellus flocculosus
- Coprinellus heptemerus
- Coprinellus heterosetulosus
- Coprinellus heterothrix
- Coprinellus hiascens
- Coprinellus impatiens
- Coprinellus marculentus
- Coprinellus micaceus
- Coprinellus pellucidus
- Coprinellus plagioporus
- Coprinellus pyrrhanthes
- Coprinellus radians
- Coprinellus sassii
- Coprinellus saccharinus
- Coprinellus sclerocystidiosus
- Coprinellus subdisseminatus
- Coprinellus subimpatiens
- Coprinellus subpurpureus
- Coprinellus truncorum
- Coprinellus velatopruinatus
- Coprinellus verrucispermus
- Coprinellus xanthothrix